# Bunji Yoshiyama
Bunji Yoshiyama (吉山 文治, Yoshiyama Bunji) est un pilote de chasse du Service aérien de l'Armée impériale japonaise, né dans la zone de la préfecture de Kagoshima en 1916 et disparu en combat aérien le 15 septembre 1939.

## Biographie
- Sorti sous-officier de l'école aérienne de Tokorozawa en novembre 1935, il suivit une formation de pilote de chasse en centre d'instruction d'Akeno (en), avant d'être muté en février 1936 au 11°Rentaï (régiment aérien) alors stationné à Kharbin, en Mandchourie. Bientôt renommé 11°Sentaï, son unité rejoignit en mai 1939 la frontière mandchouro-mongole, à la suite de la montée des tensions diplomatiques entre l'Union soviétique et le Japon.
- Le 28 mai 1939, au sein du 4°Chutaï (escadrille), il abattit un Polikarpov I-15 soviétique, l'une des toutes premières victoires aériennes de la bataille de Khalkin-Gol.
- À la mi-juin, lorsque les combats reprirent, le 11°Sentaï fut envoyé en première ligne et, dès le 27 juin, au-dessus de Tamsagbulog, ses pilotes revendiquaient pas moins de 26 victoires, dont quatre (un I-15 et trois I-16) au crédit de Yoshiyama. En outre, lors du vol de retour, ce dernier n'hésita pas à poser son appareil afin de récupérer le sergent-major Eisaku Suzuki qui avait dû faire un atterrissage forcé en territoire ennemi.
- Il devait d'ailleurs renouveler cet exploit, le 25 juillet, sauvant ainsi le sergent-major Kashima Shintoro d'une captivité certaine.
- Le 25 juillet, après avoir abattu un I-15, il se posa près de son adversaire, courut à lui, acheva le pilote qui avait survécu et s'empara, en guise de souvenirs, de son pistolet et de sa montre.
- Le 15 septembre 1939, dernier jour des combats, il disparut au cours des combats en compagnie de son commandant de Chutaï, le capitaine Kenji Shimada, dont plus personne ne devait avoir de nouvelles.
- Au cours de 90 missions de guerre il avait obtenu 20 victoires homologuées.